# Paratalanta
Paratalanta és un gènere d'arnes de la família Crambidae.

## Taxonomia
- Paratalanta acutangulata Swinhoe, 1901
- Paratalanta aureolalis (Lederer, 1863)
- Paratalanta contractalis Warren, 1896
- Paratalanta cultralis (Staudinger, 1867)
- Paratalanta hyalinalis (Hübner, 1796)
- Paratalanta pandalis (Hübner, 1825)
- Paratalanta stachialis Toll & Wojtusiak, 1957
- Paratalanta ussurialis (Bremer, 1864)

## Espècies antigues
- Paratalanta homoculorum (Bänziger, 1995)